# A-cute
A-cute（エーキュート）は、パルティオソフトが運営する日本のコンピュータゲームやソフトウェア・動画類のダウンロード販売サイト。

## 概要
パルティオソフトが開発したDRM技術であるソフト電池の実証・普及がサイトの運営目的の一つになっている点が大きな特徴である。2005年のオープン当初はアダルトゲームのみを取り扱っていたが、2010年4月27日にサイトを全面リニューアルし、全年齢対象のゲームや実用ソフトの販売を開始している。
アダルトゲームブランドの中にはキャラメルBOXやねこねこソフトのようにA-cuteで公式ダウンロードストアを開設しているブランドも存在する他、2010年にはamazon.co.jp限定でDLカード（後述）を販売する間接型のダウンロード販売を実施するなどの手法で他サイトとの差別化を模索している。

### DLカード
正式名称はR-18GAME DOWNLOAD CARD（アール・エイティーンゲーム ダウンロードカード）。A-cuteが2009年12月よりamazon.co.jpにおいて限定販売しているカード。amazon.co.jpでカードを購入し、配送後にカード記載のシリアル番号をA-cuteの専用ページで入力することによりソフトのダウンロードが可能になる。2010年4月現在、以下の6タイトルがこの方式により販売されている。
- 君が望む永遠 〜Latest Edition〜（アージュ）
- DARCROWS（アリスソフト）
- 大悪司（アリスソフト）
- D.C. 〜ダ・カーポ〜（CIRCUS）
- 超昂天使エスカレイヤー（アリスソフト）
- はぴねす!（ういんどみる）

## 取扱品目
2010年4月現在。

### 全年齢対象
- ゲーム（コンピュータゲーム）
- ソフトウェア（実用ソフト。マグノリア製品のみ）
- 動画（イメージビデオ・Vシネマ）

### 18歳未満販売禁止
- 美少女1（コンピュータソフトウェア倫理機構審査作品）
- 美少女2（コンテンツ・ソフト協同組合審査作品）
- 動画（アダルトアニメ）
- BL・乙女（ボーイズラブ・乙女ゲーム） ※2010年夏以降にオープン予定